# Mi Teatro (En Directo) DVD
Mi Teatro es el primer DVD del cantautor español Dani Martín en su carrera en solitario. Este documenta los dos conciertos ofrecidos por Martín en el Palacio de los Deportes de la Comunidad de Madrid en compañía de Axel, Leiva, Hombres G, Joaquín Sabina, Joan Manuel Serrat y Alejandro Sanz como invitados especiales.
El DVD cuenta con un documental que registra el tras de cámaras de la realización del show.

## Antecedentes y lanzamiento
El DVD fue grabado en el Palacio de los Deportes de Madrid como parte de la gira 2013/2014 Mi Teatro que llevó a Dani Martín a recorrer Latinoamérica y España con sus éxitos en solitario y algunos de las canciones más conocidas de El Canto del Loco banda que el lideraba.
Fue lanzado el 13 de octubre de 2014 a través de un evento web en vivo que se transmitió a nivel mundial desde los Cines Capitol de Madrid, en conexión con los Cines Aribau de Barcelona. El pack físico trae un CD con 18 canciones en vivo extraídas del concierto y un DVD con 20 de las canciones que fueron presentadas en vivo en Mi Teatro.

## Lista de canciones
1. Emocional
2. Un Millón de Luces
3. Mi Teatro
4. Eres
5. Caramelos
6. Ya Nada Volverá a ser como Antes
7. Caminar
8. Mi Lamento
9. Gretel con Axel
10. Terriblemente Cruel con Leiva
11. Peter Pan con Leiva
12. Beatles & Stones
13. Estrella del Rock
14. Lo Noto con Hombres G
15. Por las Venas con Joaquín Sabina
16. Contigo con Joaquín Sabina y Joan Manuel Serrat
17. Señora con Joan Manuel Serrat
18. Qué Bonita la Vida
19. Mira la Vida
20. Cero

## Créditos y personal

### Banda
| - Voz - Dani Martín - Guitarras - Paco Salazar - Roberto Lavella - Bajo - Adrián Bartol - Batería - Carlos Gamón - Coros - Cris Méndez - Piano, Órgano Hammond y Melódica - Iñaki García - Trombón - Marcos Crespo - Trompeta - Alex Serrano - Saxo - David Carrasco - Chelo - Andrea Gato - Violín - Miki Molina \| - Director de Vídeo - Cristian Biondani - Director de la Fotografía - Pablo Hernández Smith - Producción Rodaje - ILL Cámaras - Productor Ejecutivo - Carlo Rho - Producer - Max Bettoni - Jefe Técnico - David A. Panizo - Documental - Taco de Perro con Mario Cuesta Hernando - Posproducción de Vídeo - Gigantes y Molinos - Posproducción de Audio - Playground Studio \| - Cámaras Amateurs (estudiantes) - Ana Medina - Álvaro López del Peso - Víctor Arribas - Laura García - Gema Díez Jiménez - Cristina Llamas - Laura Laserna - Miguel Ángel Álvarez Rodríguez \| - Ingeniero de PA - Bori Alarcón - Ingeniero de Monitores - Quique Valenzuela - Ingeniero de Luces - Rafa Carvajal - Equipos de Sonido y Luces - FLUGE y ASL - Óscar Eduardo Escudero "Kusku" - Óscar Corrales "Pi" - José Miguel Yuste - Jorge Casalvázquez - Leire González - Antonio Rodríguez "Beltza" - Alex Mosquera - Sergio Torres - Tour Mánager - Daniel Ramírez - Road Mánager - Iván Arribas - Producción - Patricia Rodríguez - Ana Cunquero - Javier González - Backliners - Francisco Manuel Morales "Nitro" - Miguel Ángel de la Cruz "Piña" - Dir. Puercoespín Producciones - Carlos Ortiz - Asistente Personal - María Armaro - Merchandising - Eduardo Roldán - Nacho Jara - Runners - Basilio de Lucas - Emilio Ortiz - Departamento Legal - Eduardo Velasco (Velasco y Asociados) - Transportes, Sleeper y Camiones - The Wild Tour - Riesgos Laborales - Prevent Event - Fotografía - Bernardo Doral - Asistente Fotografía - Leticia Díaz - Maquillaje y Peluquería - Natalia Belda - Arte y más chulería - La Fábrica de Pepinos de Boa Mistura | |
| - Director de Vídeo - Cristian Biondani - Director de la Fotografía - Pablo Hernández Smith - Producción Rodaje - ILL Cámaras - Productor Ejecutivo - Carlo Rho - Producer - Max Bettoni - Jefe Técnico - David A. Panizo - Documental - Taco de Perro con Mario Cuesta Hernando - Posproducción de Vídeo - Gigantes y Molinos - Posproducción de Audio - Playground Studio | - Cámaras Amateurs (estudiantes) - Ana Medina - Álvaro López del Peso - Víctor Arribas - Laura García - Gema Díez Jiménez - Cristina Llamas - Laura Laserna - Miguel Ángel Álvarez Rodríguez |